# Durand av Huesca
Durand av Huesca, född cirka 1160, död 1224, var en spansk valdensare, som 1207 konverterade till katolicismen. Han blev katolsk teolog och författade Liber Antihaeresis som var en skrift mot katarerna. Hans anhängare kallades "katolska valdenser" och de fick påvens tillstånd att leva i evangelisk fattigdom i Jesu efterföljd vilket medförde att några av valdenserna gick tillbaka till kyrkan. 